# Cimerang (Padalarang)
Cimerang is een bestuurslaag in het regentschap Bandung Barat van de provincie West-Java, Indonesië. Cimerang telt 7737 inwoners (volkstelling 2010).